# Mark Shim

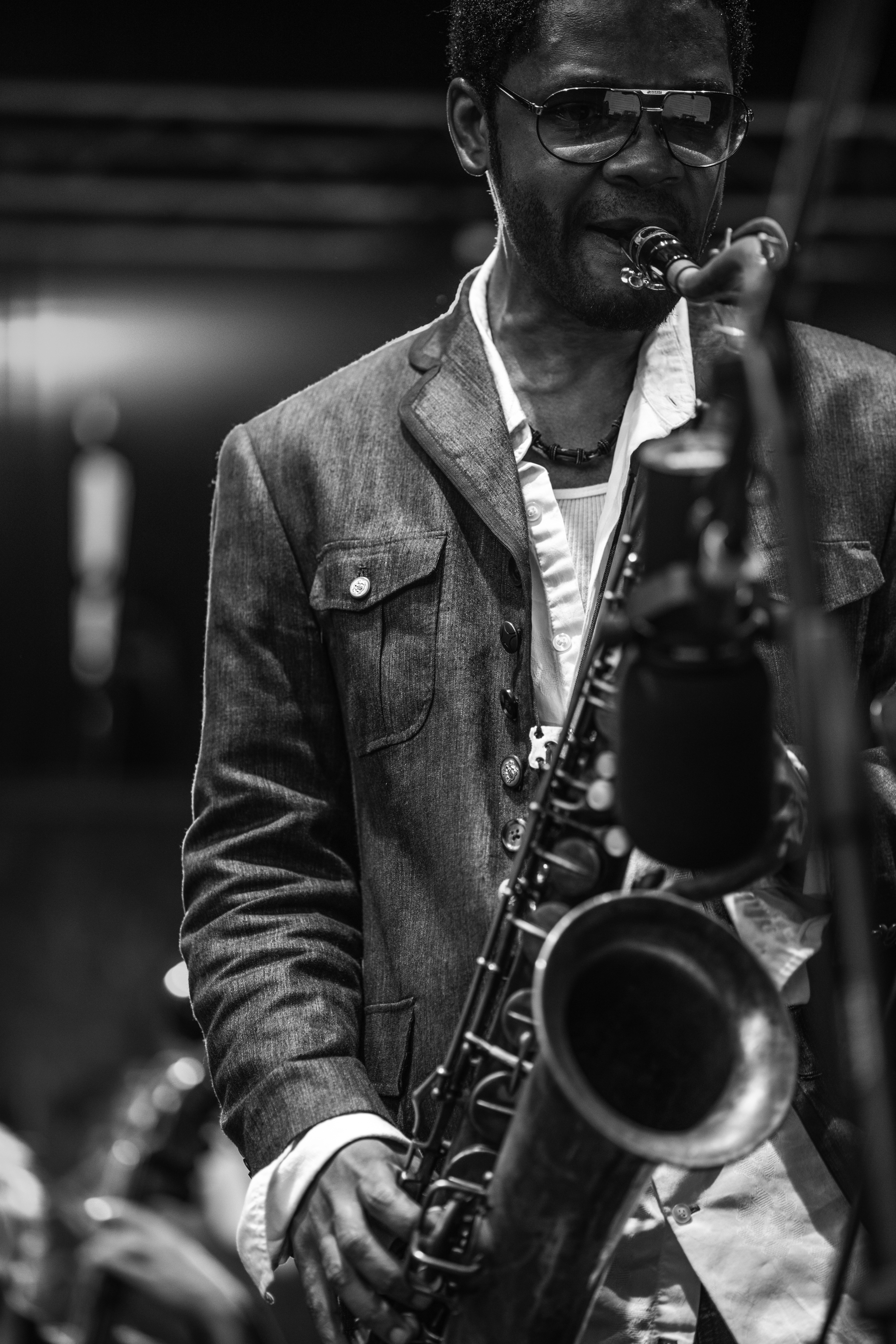
Mark Shim spielt Tenorsaxophon auf dem Jazzfestival 2015 in Punta del Este, Uruguay

Mark Shim (* 21. November 1973 in Kingston, Jamaika) ist ein Jazz-Saxophonist.

## Leben und Wirken
Auf Jamaika geboren, kam Shim als acht Monate altes Kleinkind mit seinen Eltern nach Kanada. Fünf Jahre später ließ sich die Familie in der US-amerikanischen Stadt Richmond, der Hauptstadt des Bundesstaates Virginia, nieder.
Ein 1991 an der Virginia Commonwealth University begonnenes Jazz-Studium setzte Shim 1993 an der William Paterson University (New Jersey) fort, entschied sich jedoch vorzeitig dafür, den Unterricht mit der Bühne zu vertauschen und zog nach Brooklyn, wo er an Jamsessions teilnahm. Während einer Session in Harlem fiel er Hamiet Bluiett auf und debütierte 1995 als Gastmusiker auf dessen Album „Young Warrior, Old Warrior“. Anschließend war er auf Alben von Mose Allison, Betty Carter, Greg Osby und der Mingus Big Band, deren Mitglied er wurde, zu hören.
1998 kam bei Blue Note sein erstes Album „Mind over Matter“ heraus, dem 2000 „Turbulent Flow“ folgte. Beide Alben geben sich einen modernen Anstrich und sind in spielerischer Hinsicht oft recht temporeich und komplex. Des Weiteren werden sie auch durch ihre Gastmusiker geprägt, so spielt auf dem ersten Album der für seinen „Jazz Punk“ bekannte Gitarrist David Fiuczynski, während auf dem zweiten Album Stefon Harris (Vibraphon) und Edward Simon (Klavier und Fender Rhodes) für eine besondere Note sorgen.
1999 betraute Blue Note Greg Osby mit einem Projekt, bei dem dieser neben den Blue-Note-Jungmusikern Shim und Harris auch Jason Moran protegierte und mit ihnen das Album „New Directions“ aufnahm. Im Anschluss an diese Alben trat Shim nicht mehr als Leader in Erscheinung. In den letzten Jahren arbeitete er mit Steve Lehman, Carmen Lundy, Onaje Allan Gumbs, Ben Sidran und Luis Perdomo; mit den Headhunters um Donald Harrison und T. M. Stevens besuchte er Europa. 2018 gehört er dem Vijay Iyer Sextet an. Seit 2016 ist er Teil von Justin Browns Ensemble Nyeusi und spielte auf dem gleichnamigen Debütalbum 2018 elektronischen Blaswandler. Zu hören ist er u. a. auch auf Travis Reuters Album Quintet Music (2024) und auf Patricia Brennans Breaking Stretch (2024).

## Diskografie
| Titel            | Jahr | Label     | Anmerkungen                               |
| ---------------- | ---- | --------- | ----------------------------------------- |
| Mind over Matter | 1998 | Blue Note |                                           |
| New Directions   | 2000 | Blue Note | mit Stefon Harris, Jason Moran, Greg Osby |
| Turbulent Flow   | 2000 | Blue Note |                                           |